# Issa ibne Muça
Issa ibne Muça ibne Maomé ibne Ali ibne Abedalá ibne Alabás (ʿĪsā ibn Mūsā ibn Muḥammad ibn ʿAlī ibn ʿAbdallāh ibn al-ʿAbbās; ca. 721–783/4) foi um sobrinho dos primeiros dois califas abássidas, Açafá (r. 750–754) e Almançor (r. 754–775), e por muito tempo foi herdeiro aparente do califado até ser suplantado pelo filho de Almançor, Almadi (r. 775–785).

## Vida

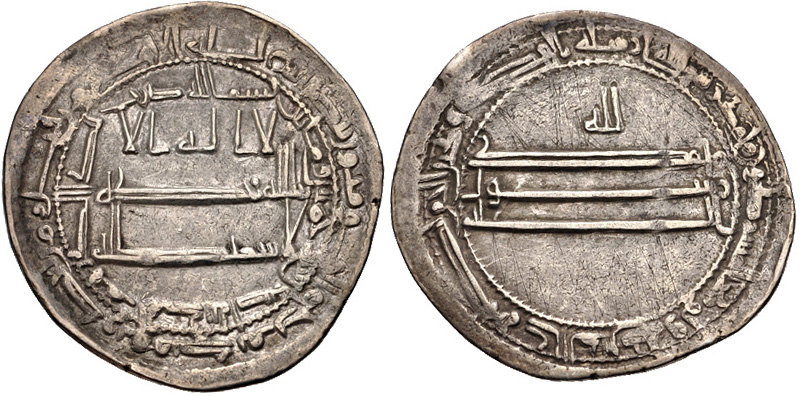
Dirrã de Açafá r.

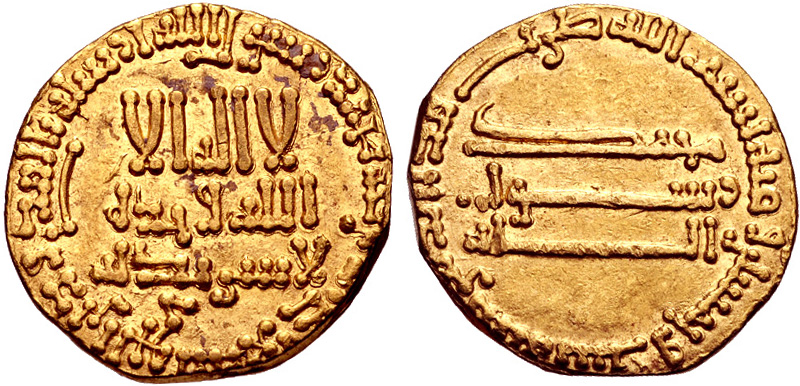
Dinar de ouro de Almançor r.

Issa ibne Muça nasceu em 103 A.H. (721/722). No verão de 750, após o fim da Revolução Abássida, Issa foi nomeado por seu tio Açafá como governador de Cufa, a primeira sede do governo abássida. Ele reteria o posto por 15 anos — segundo Hugh N. Kennedy, o segundo mais longo mandato do período abássida após aquele de Daúde ibne Iázide Almualabi no começo do século IX.
Em 754, como Açafá estava perto de morrer, e como seu herdeiro designado Abu Jafar (Almançor) estava em peregrinação em Meca por esta época, o califa nomeou Issa, então com aproximados 34 anos, como segundo herdeiro na iminência de algo acontecer com Almançor. Este movimento foi necessário para evitar que Abu Muslim, o poderoso e popular general que havia iniciado a Revolução Abássida no Coração, ascendesse a posição de fazedor de reis. Issa já havia provado sua habilidade como governador, e sua proximidade da capital, Ambar, foi crucial para uma sucessão tranquila. Quando Açafá finalmente morreu, Issa proclamou Almançor Abu Jafar como califa e enviou cavaleiros para notificá-lo de sua ascensão. Segundo as fontes registradas por Atabari, Issa colocou guardas diante dos tesouros e oficiais do governo na capital, até o novo califa chegar lá. Ele também enviou o camareiro de Açafá, Abu Gassane, para informar Abedalá ibne Ali na Síria da morte de Açafá e receber o juramento de lealdade (baiá) dele.
Após a fracassada rebelião de Abedalá ibne Ali, Issa interveio para garantir a Abedal Samade ibne Ali, o único dos irmãos de Abedalá que apoiou sua revolta, um perdão. Issa tinha relações cordiais com Abu Muslim, e foi deixado desavisado da conspiração de Almançor para matar o poderoso comandante até depois do feito ser concluído. Sob Almançor, ele permaneceu como governador de Cufa, esteve ativamente envolvido no projeto da nova capital abássida, Bagdá, e construiu a Fortaleza de Alucaidir.

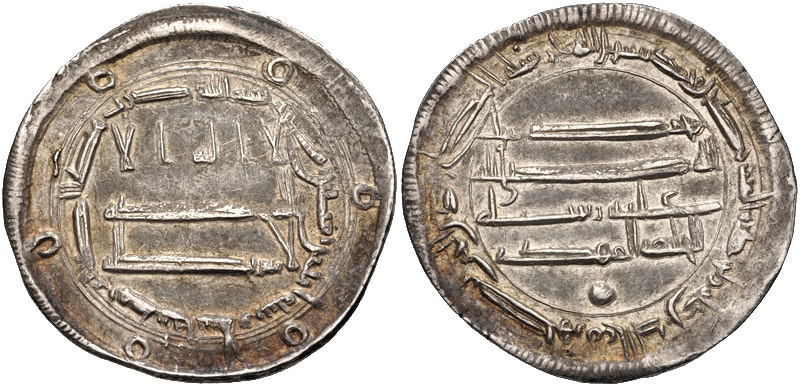
Dirrã de Almadi r.

Em 762–763, ele liderou o exército e suprimiu as revoltas álidas sob os irmãos Maomé Nafes Zaquia e Ibraim ibne Abedalá. A escolha de Medina por Maomé para começar sua revolta foi um potente símbolo mas um erro estratégico, e Almançor imediatamente percebeu isso. O califa enviou Issa com 4 000 homens contra Maomé. O exército abássida facilmente cortou o apoio externo à cidade e rapidamente devastou seus apoiantes. Maomé foi morto, e Issa enviou sua cabeça para o califa. O irmão de Maomé, Ibraim, que havia escolhido Baçorá como sua base, foi mais bem sucedido, mas falhou em sincronizar sua revolta com aquela em Medina. Como resultado, Issa foi capaz de dirigir suas forças contra os rebeldes álidas, que foram enfrentados em batalha em Bacanra. Lá, os álidas inicialmente ganharam vantagem, mas no fim a perseverança de Issa permitiu a vitória abássida.
No entanto, em 764/5 ele foi pressionado para ceder seu lugar na linha sucessória para o filho de Almançor, Almadi. Posteriormente, em 776, Almadi, agora califa, forçou-o a renunciar sua sucessão em favor do filho de Almadi, Muça Alhadi (r. 785–786). Ele morreu em 783/784.